# Potamogeton spirillus
Potamogeton spirillus är en nateväxtart som beskrevs av Edward Tuckerman. Potamogeton spirillus ingår i släktet natar, och familjen nateväxter. Inga underarter finns listade.